# Lik i garderoben
Lik i garderoben är ett idiomatiskt uttryck för en obehaglig företeelse som man inte vill tala om. 
Uttrycket är en sammanblandning av uttrycket ett skelett i garderoben med uttrycket ett lik i lasten.